# 片歌
片歌（かたうた）は、記紀歌謡などの古代歌謡の一種。五七七音の3句（計19音）で構成され、多くは問答体の歌である。この片歌を2首合わせたものは「旋頭歌」と呼ばれる。片歌は、思わず口から出る感情を五・七・七で表現したものであり、その片歌にさらに片歌で返したものが組み合わさると、「旋頭歌」となる。

## 建部綾足の片歌
江戸時代、建部綾足は俳諧発句を「片歌」と呼び、5・7・5の形式を短歌片歌、5・7・7の形式を旋頭歌片歌とすることを唱えた。綾足の片歌説は、俳諧を雅な文芸に連なるものと位置づける運動であり、綾足の片歌作品は、俳諧の季題を見直したり、故人の情感を追体験したりするものであった。綾足の説は一部の俳人に受け入れられるに留まったが、和歌と俳諧の接点である連歌を媒介として、門人を和学に導いたと評価される。